# Israël Salvator Révah
Israël Salvator Révah (Selbstbezeichnung in seinen Publikationen stets nur I. S. Révah; * 16. April 1917 in Berlin; † 26. Februar 1973 in Paris) war ein französischer Romanist, Hispanist und Lusitanist.

## Leben und Werk
Révah entstammte einer sephardischen Familie aus Thessaloniki, die nach Berlin ausgewandert war und sich 1920 in Paris niederließ. Seine Muttersprache war das Judenspanische. Er besuchte in Paris das Lycée Janson-de-Sailly und das Lycée Louis-le-Grand. In den Jahren 1935–1937 studierte er am Institut d'Études Hispaniques der Sorbonne und bestand die Agrégation für das Lehramt des Spanischen. Als Stipendiat der Universität Paris setzte er sein Studium 1937-1939 an der École pratique des hautes études fort. Er war Schüler der Romanisten Marcel Bataillon und Pierre Fouché sowie der Religionswissenschaftler Jean Baruzi und Isidore Lévy. Zu Forschungsaufenthalten reiste er nach Thessaloniki, Istanbul, Lissabon und London.
Révah hatte 1933 die französische Staatsangehörigkeit erhalten und wurde bei Kriegsausbruch zur Armee eingezogen. Unter der deutschen Besatzung war ihm wegen der antijüdischen Politik des Vichy-Regimes die akademische Tätigkeit verboten. Mit seiner Familie lebte er untergetaucht in Mézières-en-Brenne; 1943 war er Lehrer am Flüchtlingskinderheim des O.S.E. in Saint-Pierre-de-Fursac. Nach der Befreiung arbeitete er als Schullehrer und erhielt einen Lehrauftrag an der Universität Bordeaux. Da ihm die Nachkriegszustände die Rückkehr in die wissenschaftliche Laufbahn erschwerten, lebte er von 1946 bis 1955 in Lissabon, zunächst als Forschungsstipendiat der portugiesischen Regierung und sodann als Dozent am Institut français du Portugal.
Mit einer Arbeit über judenspanische Lexikographie erwarb er im Jahr 1954 das Diplom der École pratique des hautes études und wurde 1955 zum Directeur d’études (Professor) für Sprachen und Literaturen Südfrankreichs und der iberischen Halbinsel an der vierten Abteilung der EPHE berufen. Zeitweilig lehrte er auch an der von Fernand Braudel geleiteten sechsten Abteilung für Wirtschafts- und Sozialwissenschaften. Von 1966 bis zu seinem Tod besetzte er am Collège de France als Nachfolger von Marcel Bataillon den Lehrstuhl für Sprachen und Literaturen der Iberischen Halbinsel und Lateinamerikas, während er seinen Lehrstuhl an der EPHE behielt.
Révahs frühe Arbeiten behandeln die Linguistik des Judenspanischen, die Literatur der portugiesischen Renaissance und die portugiesisch-brasilianische Dialektologie. In den 1960er Jahren publizierte er grundlegende Studien über die Geschichte und Literatur der iberischen Marranen. Als hervorragender Kenner der portugiesischen Inquisitionsarchive beschrieb er den "Marranismus" als eine eigenständige geheime Religionsform, die er als "potentielles Judentum" definierte. Durch seine Archivforschungen zeigte Révah, dass die Biographie zahlreicher spanisch-portugiesischer Autoren von marranischen Familienüberlieferungen und Inquisitionsverfolgungen geprägt war. Révah betonte somit den jüdischen Einfluss auf die iberischen Literaturen und Gesellschaften und verteidigte seine Ansichten in viel beachteten Kontroversen mit dem spanischen Historiker Américo Castro und dem portugiesischen Literaturwissenschaftler António José Saraiva. Seine Arbeiten über den marranischen Hintergrund von Uriel da Costa, Juan de Prado und Baruch de Spinoza bemühen sich darüber hinaus um eine neue Erklärung der Ursprünge religionskritischer Tendenzen in der portugiesisch-jüdischen Gemeinde von Amsterdam; sie haben in der Spinozaforschung vor allem bei Yirmiyahu Yovel eine intensive Rezeption gefunden. 

## Werke
- (Hrsg.) Deux autos méconnus de Gil Vicente, Lissabon 1948
- Deux "autos" de Gil Vicente restitués à leur auteur, Lissabon 1949
- Les Sermons de Gil Vicente, en marge d'un opuscule du professeur Joaquim de Carvalho, Lissabon 1949
- Le Cardinal de Richelieu et la restauration du Portugal, Lissabon 1950
- Recherches sur les oeuvres de Gil Vicente, 2 Bde., Lissabon 1951-1955
- (Hrsg.) João de Barros. Ropica pnefma, 2 Bde., Lissabon 1952-1955
- Une source de la spiritualité péninsulaire au XVIe siècle, la "Théologie naturelle" de Raymond Sebond, Lissabon 1953
- (Hrsg.) João Pinto Delgado. Poema de la reina Ester, lamentaciones del profeta Jeremías, historia de Rut y varias poesías, Rouen, David du Petit Val, 1627, Lissabon 1954
- Spinoza et le Dr Juan de Prado, Paris/Den Haag 1959
- (Hrsg.) Gil Vicente, Auto de moralidade, Lissabon 1959
- La Censure inquisitoriale portugaise au XVIe siècle, Lissabon 1960
- Leçon inaugurale faite le 8 décembre 1966, Collège de France, Chaire de langues et littératures de la péninsule ibérique et de l'Amérique latine, Nogent-le-Rotrou 1967
- Des marranes à Spinoza, hrsg. von Henry Méchoulan, Pierre-François Moreau und Carsten Lorenz Wilke, Paris 1995
- Antonio Enríquez Gómez, un écrivain marrane (v.1600-1663), hrsg. von Carsten Lorenz Wilke, Paris 2003
- Uriel da Costa et les marranes de Porto. Cours au Collège de France, 1966-1972, hrsg. von Carsten Lorenz Wilke, Lissabon/Paris 2004